# Kosteantînivka (Kindrativka), Sumî
Kosteantînivka (în ucraineană Костянтинівка) este un sat în comuna Kindrativka din raionul Sumî, regiunea Sumî, Ucraina.

## Demografie
Componența lingvistică a localității Kosteantînivka
     Rusă (74,9%)
     Ucraineană (25,1%)
Conform recensământului din 2001, majoritatea populației localității Kosteantînivka era vorbitoare de rusă (74,9%), existând în minoritate și vorbitori de ucraineană (25,1%).